# Autoencesa
El picat de bieles, engegada automàtica, o autoencesa és el dany produït en les bieles del motor quan es produeix l'explosió de la barreja abans del compte, producte de compressió alta, gasolina de baix octanatge, ús de turbocompressor o dipòsits de carbonissa que es formen dins del motor.
Al cicle de quatre temps l'explosió de barreja de carburant s'ha de produir quan el pistó aquest al punt mort superior o una mica després. Si es produeix l'explosió abans, durant el període de compressió, l'explosió botiguera a frenar el motor en comptes d'ajudar el seu gir normal. Aquest efecte es percep com un cop, com si el motor es para en sec durant un instant i seguís girant. De vegades es percep com petites explosions o cops durant el funcionament del motor, sense arribar a ser molt fort.
Normalment és més apreciable amb el motor fred, quan s'accelera fort i a baixes revolucions per minut.
El tust al cap del temps, pot espatllar el motor i envellir, podent arribar a produir una avaria greu que requereix obrir el motor.
Les causes de la picada de bieles o la formació de dipòsits de carbonissa pot ser deguda a:
- Consum excessiu d'oli.
- Fer funcionar al motor en fred, sense que aquest suficient temps calent. Durant trajectes curts, per exemple.
- Utilitzar habitualment un motor potent molt per sota de les seves possibilitats. Quan a un motor potent se li demana potències altes de tant en tant, s'aconsegueix que la cambra de combustió s'escalfi més i cremi les restes de carbonissa. Si no s'utilitza tota la potència de tant quan es poden formar carbonissa. Vegeu infrautilització.
- bugies inadequades

Per solucionar-es pot utilitzar un additiu químic per al combustible, fer-li un trajecte a un ritme fort o, com a solució temporal mentre busca una altra més definitiva, tirar-li gasolina amb un octanatge major. La solució definitiva seria aixecar la culata i netejar tota la carbonissa. La millora serà immediata i notable.
Els additius per al combustible s'aconsella que s'utilitzin amb el dipòsit una mica buit, perquè la concentració sigui major.
La solució de posar a córrer el cotxe perquè es cremi la carbonissa, s'ha de fer amb una mica de cura. S'ha d'evitar accelerar tant com perquè es notin els cops. Progressivament ira millorant i se li podrà demanar més potència. Tampoc s'ha d'accelerar molt quan aquesta fred. Es nota perquè colpeja més quan se li accelera. Segons es calenta el cotxe, aquest respondrà millor. És útil en aquest cas que el cotxe consumeixi benzina amb alt octanatge durant aquest trajecte. S'aconsegueix que el motor sofreixi menys, i se li pot demanar més potència per cremar millor la carbonissa.